# Mistrzostwa Europy w Judo 1954
3. Mistrzostwa Europy w Judo odbyły się w dniach 10-11 grudnia 1954 roku w Brukseli.

## Klasyfikacja medalowa
| Miejsce | Państwo         |   |   |    | Razem |
| ------- | --------------- | - | - | -- | ----- |
| 1       | Francja         | 3 | 3 | 2  | 8     |
| 2       | Holandia        | 1 | 1 | 2  | 4     |
| 3       | Belgia          | 1 | 0 | 0  | 1     |
| 4       | Wielka Brytania | 0 | 1 | 2  | 3     |
| 5       | RFN             | 0 | 0 | 1  | 1     |
| 5       | Włochy          | 0 | 0 | 1  | 1     |
| 5       | Hiszpania       | 0 | 0 | 1  | 1     |
| 5       | Czechosłowacja  | 0 | 0 | 1  | 1     |
| Razem   | Razem           | 5 | 5 | 10 | 18    |

## Medaliści

### Mężczyźni
| Konkurencja: | Złoto:                                                                               | Srebro:                                                                        | Brąz: |
| −1 dan       | Daniel Outelet                                                                       | Gilbert Briskine                                                               | Enrique Aparicio André Colonges |
| −2 dan       | Michel Dupré                                                                         | Douglas Young                                                                  | Piet van der Geest Richard Unterburger |
| −3 dan       | Bernard Pariset                                                                      | André Colonges                                                                 | Alfred Grabert Jan van der Horst |
| −Open        | Anton Geesink                                                                        | Henri Courtine                                                                 | Guy Cauquil Nicola Tempesta |
| Drużynowo    | Guy Cauquil · Michel Dupré · Henri Courtine · Bernard Pariset · Jean Legay · Francja | Jan de Waal · Hein Essink · Piet Feyt · Anton Geesink · Jan Rapmund · Holandia | Richard Bowen · Alfred Grabert · Thomas McDermott · George Whyman · Douglas Young · Wielka Brytania · Alexandr Adamec · Zdeenk Pisarik · Cenek Svejda · Alfred Tompich · Karel Vitek · Czechosłowacja |